# Dasythemis
Dasythemis is een geslacht van libellen (Odonata) uit de familie van de korenbouten (Libellulidae).

## Soorten
Dasythemis omvat 4 soorten:
- Dasythemis esmeralda Ris, 1910
- Dasythemis essequiba Ris, 1919
- Dasythemis mincki (Karsch, 1890)
- Dasythemis venosa (Burmeister, 1839)